# Station Trenčianska Teplá
Station Trenčianska Teplá (Slowaaks: Železničná stanica Trenčianska Teplá) is een treinstation in de gemeente Trenčianska Teplá, in de regio Trenčín in Slowakije. 

## Ligging
Het station ligt aan de Železničná in Trenčianska Teplá en maakt deel uit van onder meer de belangrijke spoorlijn nummer 120: Bratislava - Žilina. Het werd in de jaren 2009 tot 2013 samen met het traject "Trenčianska Teplá - Ilava - Beluša" (lijn 120) gemoderniseerd.

## Lijnen
- 120 (Bratislava – Trenčianska Teplá – Žilina)
- 122 Elektrische smalspoorlijn van Trenčianska (Trenčianska elektrická železnica) (TREŽ) : Trenčianska Teplá – Trenčianske Teplice
- 123 (Trenčianska Teplá – Vlársky priesmyk) [1]
- 124 (Trenčianska Teplá – Lednické Rovne)

## Afbeeldingen

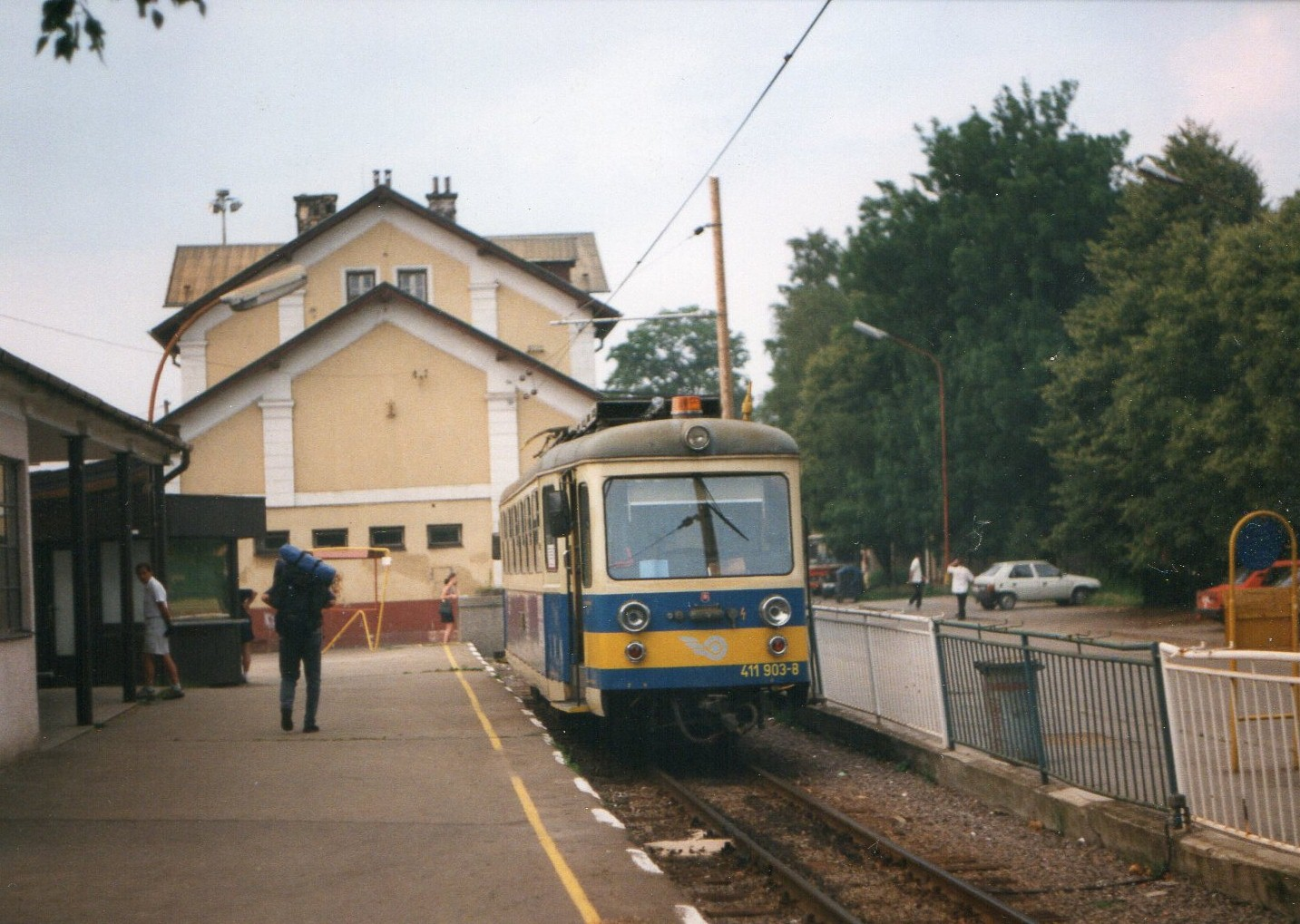
Smalspoortrein (TREŽ) in het station
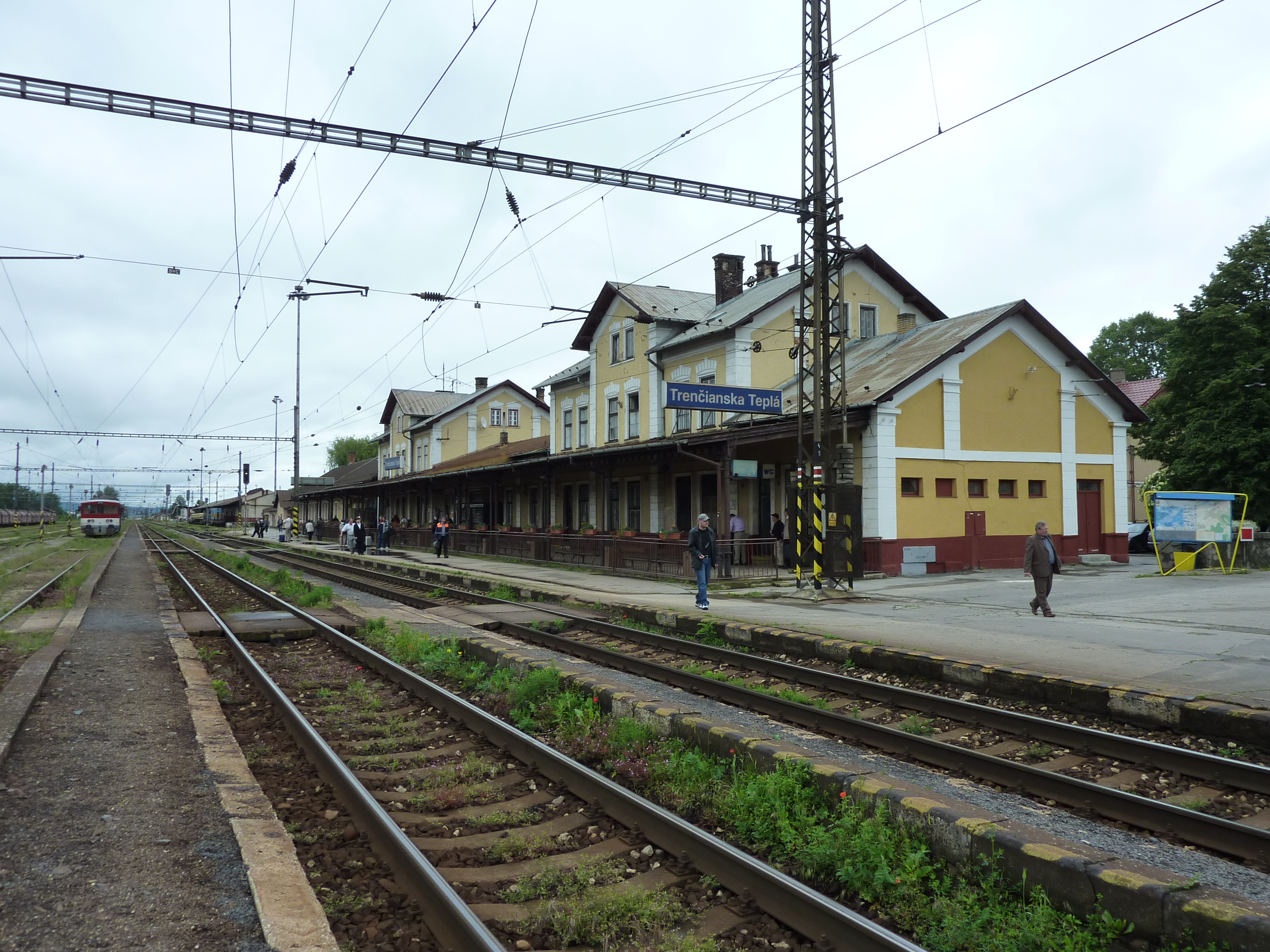
Zicht op de perrons, het station en de sporen